# Сара Лэнс
Сара Лэнс (англ. Sara Lance) — персонаж телесериалов «Стрела» и «Легенды завтрашнего дня», частично основанный на втором воплощении супергероини комиксов DC Comics Чёрной канарейки, созданной Робертом Канигером и Кармайном Инфантино. Создателями персонажа считаются Грег Берланти, Эндрю Крайсберг и Марк Гуггенхайм. Основным исполнителем роли Сары Лэнс является Кейти Лотц, но при первом появлении её роль исполнила актриса Жаклин Макиннес Вуд. В «Легендах завтрашнего дня» она начинает использовать псевдоним Белая канарейка, взятый у персонажа комиксов и одной из врагов Чёрной канарейки — Хуан Чао Рен, главы Двенадцати шёлковых братьев.
Первоначально введённая как персонаж «Стрелы» она впоследствии появилась в комиксах, связанных с сериалом, а также в качестве гостя в телесериале «Флэш». В данный момент Сара Лэнс является одной из главных героев «Легенд завтрашнего дня».

## Биография

### «Стрела»
Впервые Сара Лэнс появляется в «Пилотной серии» телесериала «Стрела» как младшая сестра Лорел Лэнс, будущей Чёрной канарейки. Показано, что за пять лет до основных событий сериала у неё был роман с Оливером Куином, в то время как он встречался с Лорел. Сара была с Оливером на его семейной яхте во время кораблекрушения. С тех пор она считалась мёртвой, хотя как выяснилось во флэшбеках второго сезона, она выжила.
Во флэшбеках второго сезона выясняется, что Сара после крушения «Королевского Гамбита» была подобрана кораблем «Амазо». Корабль приплывает на Лиань-Ю и солдаты доктора Энтони Айво берут Оливера в плен. Сара помогает ему сбежать и сбегает вместе с ним, оказавшись таким образом на острове. В дальнейшим Оливер с Сарой, Шадо и Слейдом Уилсоном сражаются с командой «Амазо». Они нашли сыворотку «Миракуру», которую искал Айво, и вкололи ее раненому Слейду в надежде на его излечение. Увидев действие сыворотки на Слейде, Оливер с Сарой решают уничтожить оставшееся «Миракуру», которое забрал Айво. Они устраивают диверсию на корабль, во время которой Слейд слетает с катушек (он узнает, что его возлюбленная, Шадо, погибла частично по вине Оливера), убивает Айво, восстает против Оливера и Сары и захватывает корабль. «Амазо» подрывается Анатолием Князевым, сбежавшим с корабля вместе с Оливером и нашедшим подводную лодку вместе с ним. При бомбежке «Амазо» Сару смывает течением, и Оливер решает, что она погибла.
Во втором сезоне она возвращается в Старлинг-сити в качестве супергероини Канарейки, не раскрывая тот факт, что она ещё жива, ни семье, ни Оливеру. Вскоре после того, как она дважды спасла Оливера, Фелисити поняла, что Канарейка спасала не его, а Лорел. В результате Сара попадает в ловушку Стрелы и тот её разоблачает. После разговора с ним, Сара Лэнс решает рассказать правду отцу. Также в одной из серий выясняется. что за пять лет отсутствия она стала членом Лиги убийц и прошла соответствующее обучение. Кроме того, она осознала себя как бисексуалку после того, как влюбилась в дочь лидера Лиги, Ниссу аль Гул. В конце сезона она возвращается в Лигу убийц.
В третьем сезоне Сара — полноценный член команды Стрелы. Лига ей поручила задание по поимке Малкольма Мерлина, вследствие чего она прибывает в Старлинг-Сити. Однако ее убивает одурманенная Мерлином Тея Куин, чему становится свидетельницей её сестра, Лорел. Не зная, что делать с телом, Лорел отнесла его сначала в убежище, а потом похоронила в пустой могиле с её именем. В дальнейшем Лорел решила занять ее место и стать Черной Канарейкой, а Лига начала охоту на убийцу Сары, что привело к противостоянию Лиги с Оливером Куином.
В четвёртом сезоне Лорел вместе с Теей решают использовать Яму Лазаря, чтобы воскресить Сару. Они выкапывают её тело и относят Малкольму Мерлину, который к тому времени возглавлял Лигу убийц. Воскрешение удаётся лишь частично — Сара оживает, но находится в состоянии неконтролируемой жажды убийства. В серии «Загнанный» старый друг Оливера, Джон Константин, являющийся оккультистом,  помогает вернуть Саре душу. Несмотря на этот факт, она впоследствии иногда испытывает приступы жажды крови (хотя и не такие сильные как у вылеченной при помощи Ямы Лазаря). Вследствие этого она покидает команду Стрелы и Стар-Сити.

### «Легенды завтрашнего дня»
На момент начала событий телесериала «Легенды завтрашнего дня» Сара находится в Тибете, где её находит капитан Рип Хантер и предлагает ей место в своей команде, цель которой — помешать в будущем Вандалу Сэвиджу захватить мир. Позднее Сара обсуждает этот факт со своей сестрой, Лорел, и принимает личность Белой канарейки.
Через несколько месяцев после победы над Сэвиджем, а также после внезапного исчезновения Рипа Хантера Сара становится капитаном «Волнолёта», то есть занимает место Рипа. Вместе с остальным она противостоит группе злодеев-путешественников во времени, известной как Легион смерти.

### Расширенная вселенная
Как член команды Легенд появилась в качестве гостя в первой и второй частях масштабной серии кроссоверов «Вторжение!», вышедших в рамках телесериалов «Флэш» и «Стрела» соответственно. По сюжету она стала одной из тех, кто сражался с Доминаторами, вторгшимися на Землю.

## Создание персонажа
В марте 2012 года было объявлено, что роль Сары Лэнс сыграет Жаклин Макиннес Вуд. В июле 2013 году Кейти Лотц была утверждена на роль сериальной версии Чёрной канарейки. Поскольку Вуд не вернулась в сериал, в том же месяце было раскрыто, что Лотц также сыграет Сару, пережившую крушение «Королевского гамбита». По словам продюсера «Стрелы» Грега Берланти Сара должна была стать Разрушительницей, однако позднее эту роль передали персонажу Саммер Глау Изабель Рошев. После этого, соответственно, Сара стала Канарейкой.
В феврале 2015 года, вскоре после смерти персонажа в третьем сезоне, поступила информация, что Кейти Лотц сыграет неназванную роль в «Легендах завтрашнего дня», а в мае 2015 года было подтверждено, что это будет Сара Лэнс, а не совершенно новый персонаж.

## Отзывы
В эпизоде «Стрелы» под названием «Наследник демона» раскрывается, что Сара является бисексуалкой и ранее состояла в отношениях с Ниссой аль Гул, дочерью Ра’с аль Гула. Этот факт был положительно воспринят критиками и сделал её первым персонажем экранизаций комиксов Marvel и DC, который имеет нетрадиционную сексуальную ориентацию.